# Myopsyche sankuruica
Espèce
Myopsyche sankuruica est une espèce de lépidoptères (papillons) de la sous-famille des Arctiinae (famille des Erebidae).

## Répartition
Myopsyche sankuruica est endémique de la république démocratique du Congo.

## Classification
L'espèce Myopsyche sankuruica a été décrite en 1954 par Sergius G. Kiriakoff (d).
Myopsyche sankuruica a pour synonyme :
- Agaphthora sankuruica (Kiriakoff, 1954)